# فرودگاه آبی فارو جانسون لیک
فرودگاه آبی فارو جانسون لیک (به انگلیسی: Faro/Johnson Lake Water Aerodrome) یک فرودگاه همگانی است . این فرودگاه در کشور کانادا قرار دارد و در ارتفاع ۶۸۶ متری از سطح دریا واقع شده است.